# Uchanie
Uchanie è un comune rurale polacco del distretto di Hrubieszów, nel voivodato di Lublino.
Ricopre una superficie di 120,75 km² e nel 2004 contava 5 114 abitanti.